# Olszynka (Lubrza)
Olszynka (deutsch Ellsnig, auch Ellschnig) ist ein Ort in der Landgemeinde Lubrza im Powiat Prudnicki der Woiwodschaft Opole in Polen.

## Geographie
Das Straßendorf Olszynka liegt sechs Kilometer östlich von Lubrza, zehn Kilometer östlich von Prudnik und 46 Kilometer südwestlich von Opole (Oppeln) in der Schlesischen Tiefebene.
Nachbarorte von Olszynka sind im Nordwesten Josefsgrund (Józefów), im Norden Słoków (Schlogwitz) und im Süden Laskowice (Laßwitz).

## Geschichte

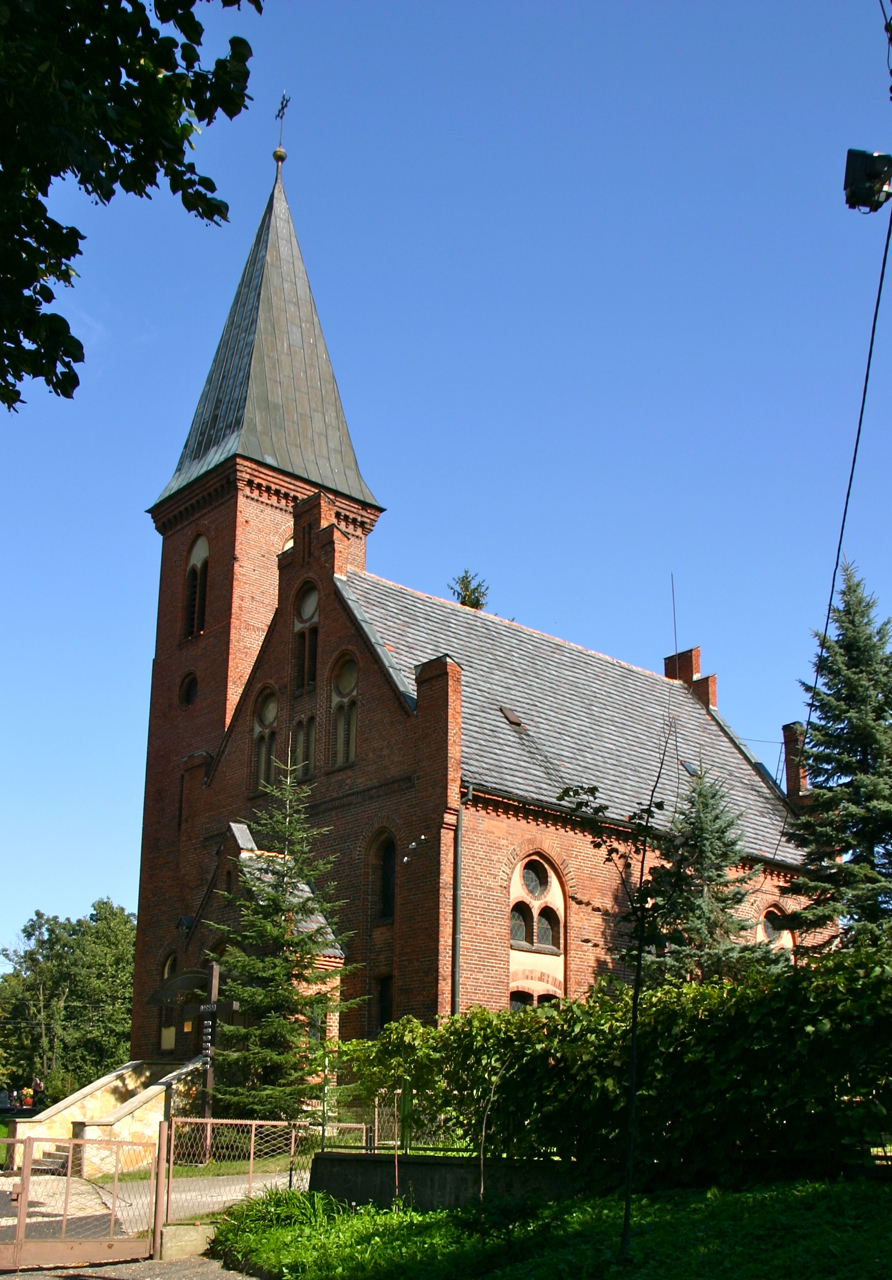
Kirche Unserer Lieben Frau von den Engeln

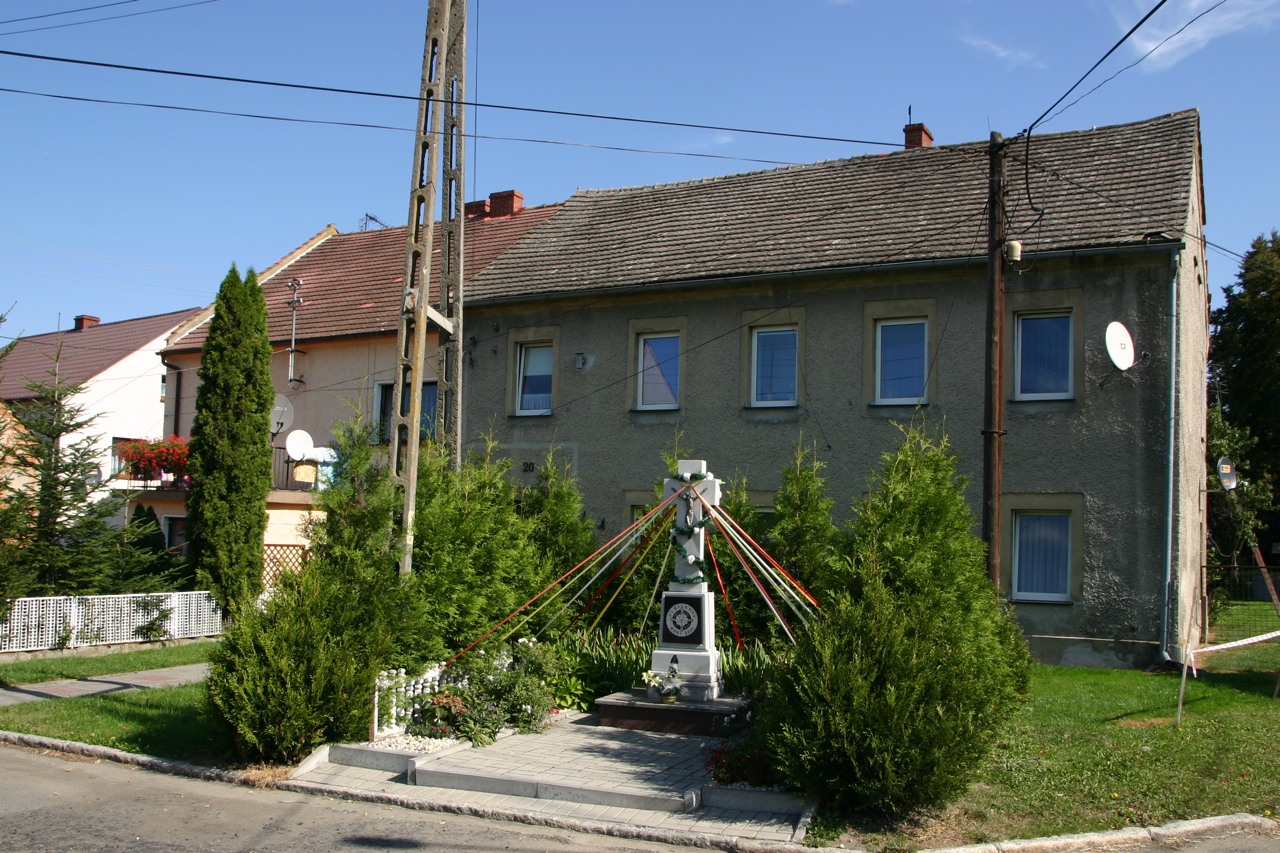
Dorfansicht mit Wegekreuz

Erstmals erwähnt wurde der Ort im Jahr 1379 als Olszna. 1418 erfolgte eine Erwähnung als Olschinka sowie 1442 als Ellsnig.
Nach dem Ersten Schlesischen Krieg 1742 gelangte Ellsnig mit dem größten Teil Schlesiens an Preußen. 1756 wurde im Ort eine evangelische Schule gestiftet.
1811 erhielt der Ort ein neues Schulgebäude. Nach der Neuorganisation der Provinz Schlesien gehörte die Landgemeinde Ellsnig ab 1816 zum Landkreis Neustadt O.S. im Regierungsbezirk Oppeln. 1845 bestanden im Dorf ein Schloss, ein Vorwerk, eine evangelische Schule, eine Brennerei, eine Brauerei, ein Schankhaus sowie weitere 41 Häuser. Im gleichen Jahr lebten in Ellsnig 279 Menschen, davon 53 katholisch. Die katholischen Bewohner waren nach Groß Pramsen eingepfarrt, die evangelischen nach Neustadt. 1855 lebten 286 Menschen in Ellsnig. 1865 bestanden im Ort 6 Bauer-, 16 Gärtner- und 13 Häuslerstellen sowie ein Vorwerk. Die evangelische Schule wurde im gleichen Jahr von 130 Schülern besucht. 1874 wurde der Amtsbezirk Ellsnig gegründet, welcher aus den Landgemeinden Ellsnig und Josephsgrund und dem Gutsbezirk Ellsnig bestand. Erster Amtsvorsteher war der Rittergutsbesitzer August Tripke. 1885 zählte Ellsnig 293 Einwohner.
Bei der Volksabstimmung in Oberschlesien am 20. März 1921 stimmten in Ellsnig 318 Personen für den Verbleib bei Deutschland und 0 für die Angliederung an Polen. Ellsnig verblieb wie der gesamte Stimmkreis Neustadt beim Deutschen Reich. 1933 lebten in Ellsnig 297 Menschen. Zum 1. April 1938 wurde der Amtsbezirk Ellsnig aufgelöst. Der Ort wurde in den Amtsbezirk Schlangenhof eingegliedert. 1939 zählte Ellsnig 260 Einwohner. Bis 1945 befand sich der Ort im Landkreis Neustadt O.S.
1945 kam der bisher deutsche Ort unter polnische Verwaltung und wurde in Olszynka umbenannt und der Woiwodschaft Schlesien angeschlossen. Die deutsche Bevölkerung wurde vertrieben. 1950 kam der Ort zur Woiwodschaft Oppeln. 1999 kam der Ort zum Powiat Prudnicki.

## Sehenswürdigkeiten
- Das Schloss Ellsnig (poln. Pałac Olszynka) entstand in der Mitte des 18. Jahrhunderts. Das verputzte Backsteingebäude mit zwei Geschossen steht auf einem rechteckigen Grundriss. Am Haupteingang befindet sich eine siebenachsige Fassade und eine Steinveranda.[9] Seit 1984 steht der Bau unter Denkmalschutz.[10]
- Die römisch-katholische Kirche Unserer Lieben Frau von den Engeln (poln. Kościół Matki Bożej Anielskiej) wurde 1899 erbaut und 1900 als protestantisches Gotteshaus geweiht. Seit 1945 wird die Kirche durch die katholische Gemeinde genutzt.[11]
- Steinernes Wegekreuz